# Haarlemse derby
De Haarlemse derby was een voetbalwedstrijd tussen de clubs EDO en Haarlem. Beide clubs komen uit de Noord-Hollandse plaats Haarlem. Van 1950 tot het seizoen 1967/68 is de wedstrijd zeventienmaal gehouden. Na de sanering van het betaald voetbal in de zomer van 1971 verdween EDO naar het amateurvoetbal. Haarlem speelde nog een aantal seizoenen in de eerste- en eredivisie totdat de club in 2010 failliet werd verklaard.

## Uitslagen
| Seizoen | Competitie             | Thuisploeg | Uitslag | Uitploeg | Doelpuntenmakers                                | Doelpuntenmakers                               |
| Seizoen | Competitie             | Thuisploeg | Uitslag | Uitploeg | Thuisploeg                                      | Uitploeg                                       |
| ------- | ---------------------- | ---------- | ------- | -------- | ----------------------------------------------- | ---------------------------------------------- |
| 1950/51 | Eerste klasse 1950/51  | EDO        | 0–2     | Haarlem  |                                                 | Onbekend                                       |
| 1950/51 | Eerste klasse 1950/51  | Haarlem    | 0–1     | EDO      | Onbekend                                        |                                                |
| 1959/60 | Tweede divisie 1959/60 | EDO        | 1–1     | Haarlem  | Henk Belfroid                                   | Jaap Dorenbos                                  |
| 1959/60 | Tweede divisie 1959/60 | Haarlem    | 5–1     | EDO      | Jaap Dorenbos (3x), Schilpzand, Piet Groeneveld | Jaap Duivenvoorden                             |
| 1960/61 | KNVB beker 1960/61     | Haarlem    | 4–1     | EDO      | Jaap Dorenbos (2x), Nico Jonker, Fred Boom      | Jaap Duivenvoorden                             |
| 1962/63 | Tweede divisie 1962/63 | EDO        | 2–3     | Haarlem  | Roel Hopman, Ton Breeuwer                       | Fred Jaski (2x), Lout Vreeken                  |
| 1962/63 | Tweede divisie 1962/63 | Haarlem    | 5–1     | EDO      | Fred Jaski (4x), Veen                           | Gerrie Krooder                                 |
| 1963/64 | Tweede divisie 1963/64 | EDO        | 2–4     | Haarlem  | Doby Peters, Hans Spiers                        | Nico Jonker (2x), Otto Berendregt, Cock Clavan |
| 1963/64 | Tweede divisie 1963/64 | Haarlem    | 6–0     | EDO      | Joop van Vegten (4x), Fred Jaski, Nico Jonker   |                                                |
| 1964/65 | Tweede divisie 1964/65 | EDO        | 0–0     | Haarlem  |                                                 |                                                |
| 1964/65 | Tweede divisie 1964/65 | Haarlem    | 1–1     | EDO      | Cock Clavan                                     | Dries Mul                                      |
| 1965/66 | Tweede divisie 1965/66 | EDO        | 1–0     | Haarlem  | Wim Zoeteman                                    |                                                |
| 1965/66 | Tweede divisie 1965/66 | Haarlem    | 3–2     | EDO      | Wietze Couperus (2x), Rob Bosdijk               | Ferry Kock, Doby Peters                        |
| 1965/66 | KNVB beker 1965/66     | EDO        | 1–1     | Haarlem  | Ferry Kock                                      | Otto Berendregt                                |
| 1966/67 | Tweede divisie 1966/67 | EDO        | 1–3     | Haarlem  | Frits van der Putten                            | Doby Peters, Piet Hoeben, Wietze Couperus      |
| 1966/67 | Tweede divisie 1966/67 | Haarlem    | 4–0     | EDO      | Piet Hoeben (2x), Ton Smit, Wietze Couperus     |                                                |
| 1967/68 | KNVB beker 1967/68     | Haarlem    | 2–2     | EDO      | Wietze Couperus, Joop Coenen                    | Dries Hendriks, Smit                           |

## Statistieken
| Wedstrijdstatistieken | Wedstrijdstatistieken | Wedstrijdstatistieken | Wedstrijdstatistieken | Wedstrijdstatistieken | Wedstrijdstatistieken | Wedstrijdstatistieken |
| Competitie            | Wedst.                | EDO                   | Gelijk                | HAA                   | DEDO                  | DHAA                  |
| --------------------- | --------------------- | --------------------- | --------------------- | --------------------- | --------------------- | --------------------- |
| Eerste klasse         | 2                     | 1                     | 0                     | 1                     | 1                     | 2                     |
| Tweede divisie        | 12                    | 8                     | 3                     | 1                     | 12                    | 35                    |
| KNVB beker            | 3                     | 0                     | 2                     | 1                     | 4                     | 7                     |
| TOTAAL                | 14                    | 5                     | 2                     | 7                     | 17                    | 23                    |